# Oleksandrivka, Sverdlovsk
Oleksandrivka (în ucraineană Олександрівка) este localitatea de reședință a comunei Oleksandrivka din raionul Sverdlovsk, regiunea Luhansk, Ucraina.

## Demografie
Componența lingvistică a localității Oleksandrivka
     Rusă (79,58%)
     Ucraineană (20,21%)
Conform recensământului din 2001, majoritatea populației localității Oleksandrivka era vorbitoare de rusă (79,58%), existând în minoritate și vorbitori de ucraineană (20,21%).